# Kids for cash scandal

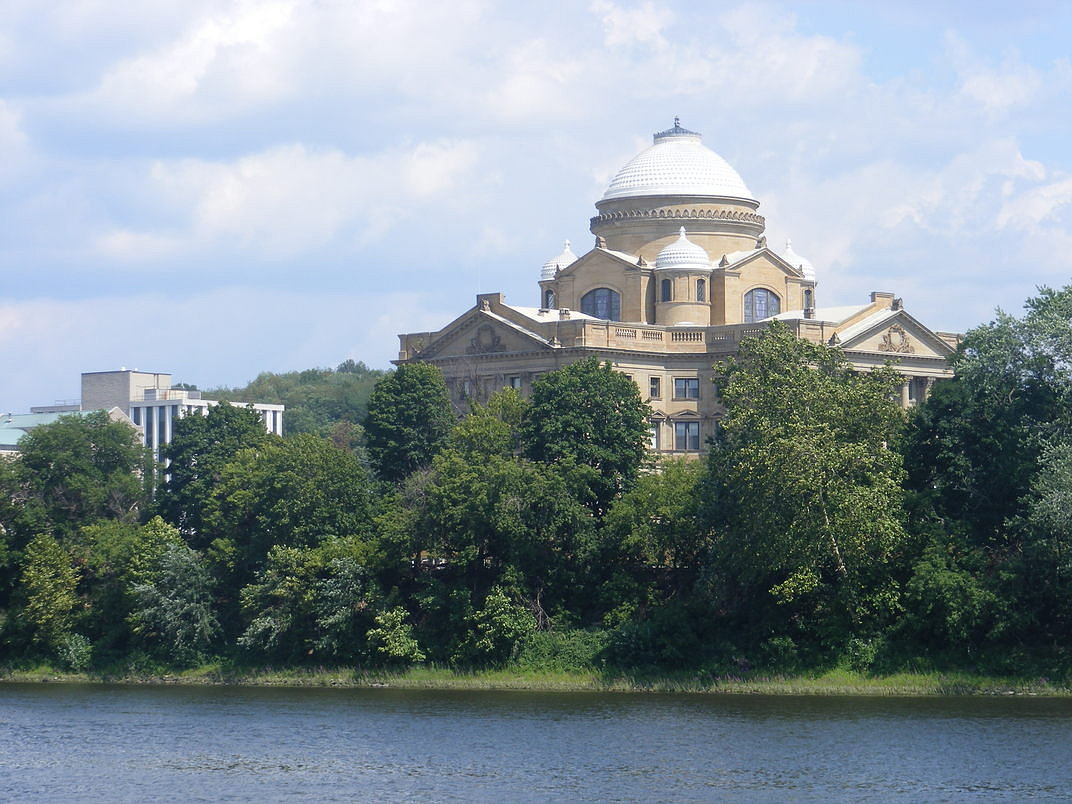
Het gerechtsgebouw van Luzerne County in Wilkes-Barre

Met het kids for cash scandal (kinderen voor geld-schandaal) verwijst men naar een corruptieschandaal dat in 2008 aan het licht kwam in Luzerne County, Pennsylvania (Verenigde Staten).

## Corruptieschandaal
Twee rechters, Mark Ciavarella en Michael Conahan, werden beschuldigd van het accepteren van meer dan twee miljoen dollar aan smeergeld van bestuurders van de private jeugdgevangenissen van PA Child Care. Conahan had bovendien de eerdere, publieke, jeugdinstelling van het district Luzerne gesloten zodat PA Child Care voor vele miljoenen aan overheidsgeld een commerciële jeugdinrichting kon bouwen.
Ciavarella en Conahan zouden in de periode 2000 tot 2007 vele jeugdige delinquenten bovenmatig hard gestraft hebben om zodoende meer gevangenen te maken, wat het bestuur van PA Child Care weer miljoenen aan overheidssubsidie op zou leveren. Tieners die werden beschuldigd van relatief lichte delicten (zoals het belachelijk maken van een schoolmedewerkster op MySpace, kleine vechtpartijtjes, het binnentreden van leegstaande gebouwen, het gooien van een biefstuk naar hun stiefvader, en het stelen van dvd's) werden tot lange gevangenisstraffen veroordeeld, ook als ze pas voor de eerste keer met justitie in aanraking waren gekomen. Een 17-jarige jongen die na een grap van vrienden naar een instelling werd gestuurd pleegde zelfmoord. Hij was net zes maanden uit de gevangenis.

## Rechtszaak
Op 13 februari 2009 gingen beide beschuldigde rechters een plea bargain aan waarin ze toegaven schuldig te zijn aan corruptie en belastingontduiking, maar deze schikking werd later ingetrokken. Op 9 september 2009 werd er in Harrisburg een lijst met 48 aanklachten opgesteld waaronder afpersing, fraude, witwassen, omkoping en belastingontduiking. Conahan ging alsnog een iets gewijzigde plea bargain aan en kwam weg met zeventien jaar en zes maanden gevangenisstraf, waar Ciavarella uiteindelijk op 18 februari 2011 aan 12 van de 39 hem ten laste gelegde aanklachten schuldig werd bevonden en tot achtentwintig jaar gevangenisstraf werd veroordeeld. De bouwer, Robert Mericle, en een bestuurder van PA Child Care, Robert Powell, kregen respectievelijk twaalf en achttien maanden cel plus een hoge boete. De jeugdinstellingen werden gedwongen tot het betalen van 2,5 miljoen dollar aan schadevergoedingen.

## Gevolgen
Een groot onderzoek naar alle zaken waar de veroordeelde rechters bij betrokken waren volgde en zo'n vierduizend veroordelingen van jongeren in Luzerne County werden vernietigd. Het Juvenile Law Center begon een class-action-rechtszaak tegen de rechters en andere partijen. De staat Pennsylvania stelde ook een commissie om de omstandigheden te onderzoeken waaronder dit alles had kunnen gebeuren.

## Verwijzingen in populaire cultuur
Het schandaal komt aan de orde in Capitalism: A Love Story, de documentairefilm van Michael Moore uit 2009. In 2014 kwam een documentaire uit getiteld Kids for Cash die volledig over het schandaal gaat. De aflevering "Crush" van de televisieserie Law & Order: Special Victims Unit, alsook afleveringen van The Good Wife en Cold Case zijn losjes gebaseerd op de gebeurtenissen in Pennsylvania.